# Хебризельм
Хебризельм (Эвризельм, Гебризельм; др.-греч. Ευρύζελμις) — фракийский царь в Одрисском государстве в 394—384 годах до н. э. (по другим сведениям, в 390—384 годах до н. э.).
Первоначально Хебризельм служил посланником царя Севта II. Как указывает датированный 386/385 годами до н. э. афинская запись почётного договора, Хебризельм был царём из одрисской правящей династии и поддерживал традиционные дружеские отношения с Афинами, как торговые, так и политические, и военные. Так, Одрисса выставляет в поддержку Афин воинские контингенты. В честь этого договора одрисский царь вычеканил специальную монету с изображением Медузы. Свои монеты Хабризельм чеканил в Кипселе (Ипсала), городе на левом берегу реки Марица. Выпускались четыре типа бронзовых монет, из которых наиболее распространённый — с изображением богини, увенчанной зубчатой короной. Качество изготовления монет высокое, работа мастеров — тонкая и профессиональная.
В правление Хебризельма была восстановлена власть Одрисского царства над фракийскими территориями, утраченными при Севте II на юге и западе от реки Мелас. Наследовал Хебризельму царь Котис I (383—359 годы до н. э.), убивший его в результате заговора.